# Munyo Solomon Mutai
Munyo Solomon Mutai (* 22. Oktober 1992 in Bukwo) ist ein ugandischer Langstreckenläufer.
Mutai begann 2009 während seiner Schulzeit mit dem Laufsport. Erste erwähnenswerte Resultate erzielte er 2012 mit dem zweiten Platz beim Kampala-Halbmarathon in 1:01:26 Stunden und dem 26. Platz bei den Halbmarathon-Weltmeisterschaften in Kawarna in 1:04:21 Stunden. Bei den Commonwealth Games 2014 in Glasgow verpasste er eine Medaille im Marathonlauf knapp, als er mit drei Sekunden Rückstand auf seinen drittplatzierten Landsmann Abraham Kiplimo Rang vier belegte.
Im April 2015 stellte Mutai als Vierter des Hannover-Marathons mit 2:10:42 Stunden eine neue persönliche Bestleistung auf. Seinen bis dahin größten internationalen Erfolg feierte er vier Monate später. Bei den Weltmeisterschaften in Peking gewann er in 2:13:30 Stunden überraschend die Bronzemedaille im Marathonlauf. Bei den Olympischen Spielen 2016 in Rio de Janeiro belegte er im Marathonlauf den 8. Platz.
Im März 2017 steigerte Mutai beim Biwa-See-Marathon seine persönliche Bestleistung auf 2:09:59 Stunden und belegte damit den dritten Platz. Bei den Weltmeisterschaften in London im August wurde er in 2:13:29 Stunden Elfter über die Marathondistanz. Im April 2018 gewann er bei den Commonwealth Games in Gold Coast in 2:19:02 Stunden hinter dem Australier Michael Shelley die Silbermedaille im Marathonlauf. Beim Shanghai-Marathon im November belegte er in neuer persönlicher Bestleistung von 2:09:27 Stunden den sechsten Platz.
Beim Vienna City Marathon 2019 steigerte Mutai seine Bestleistung erneut auf 2:08:25 Stunden und belegte damit den dritten Platz im Rennen.
Im Oktober 2023 erzielte Mutai als Sieger des Venedig-Marathons mit Streckenrekord eine neue persönliche Bestzeit von 2:07:41 h.